# Upplands runinskrifter 1010
U 1010 är en vikingatida runsten av blågrå granit i Årsta, Rasbo socken och Uppsala kommun. 
Runstenen är fastcementerad och står rest i ett gravfält (Rasbo 430:1). Runstenen är 1,5 meter hög, 1 meter bred nedtill och 1,4 meter bred upptill. Runhöjden är cirka 6 cm.
Sannolikt är runristaren Manne som även ristat andra stenar i Rasbo socken, till exempel U 1007.

## Inskriften
Translitterering av runraden:
þo(r)mu(t)r ' (o)k l-khas ok (þ)e(f)a × litu rita stin · etiʀ ' faþur sn ' þiumunt-
Normalisering till runsvenska:
Þormundr ok l-khas ok þefa letu retta stæin æftiʀ faður sinn Þiuðmund.
Översättning till nusvenska:
Tormund och l-khas och þefa läto uppresa stenen till minne av sin fader Tjudmund.
Anmärkning: "þefa" har av Magnus Källström tolkats som *Þæfa, "l-khas" har Källström tolkat som en sammansättning av 'lock' och 'grå'. Henrik Williams tolkar det som namnet Lik(n)gæiR.